# 阿斯圖里亞斯民族主義

阿斯圖里亞斯民族主義的旗幟之一

阿斯圖里亞斯民族主義是西班牙的民族主義思想之一。阿斯圖里亞斯民族主義政黨在阿斯圖里亞斯議會已獲得議席。但阿斯圖里亞斯民族主義更多時候是以社會運動的形式存在，而非政治運動。

## 外部連結
- Andecha Astur
- Bloque por Asturies
- Partíu Asturianista
- Unidá Nacionalista Asturiana
- Unión Asturianista
- Asturian irredentism （页面存档备份，存于）